# Apocrypta varicolor
Apocrypta varicolor är en stekelart som först beskrevs av Mayr 1885.  Apocrypta varicolor ingår i släktet Apocrypta och familjen fikonsteklar. Inga underarter finns listade i Catalogue of Life.